# Вощанов Павло Ігорьович
Павло Ігорьович Вощанов (нар. 3 листопада 1948, Москва) — російський журналіст, один із засновників і політичний оглядач «Нової газети», прессекретар Президента Російської Федерації Бориса Єльцина з липня 1991 до лютого 1992 року.

## Життєпис
Народився 3 листопада 1948 року в Москві в родині військового, який в 1950—1963 роках служив в НДР. Пізніше батька перевели в Узбекистан, де Вощанов здобув вищу економічну освіту. У 1980-і роки працює в керівництві Інституту економіки та будівництва Держбуду СРСР, де захищає докторську дисертацію. З 1988 року — економічний оглядач «Комсомольської правди».
Під час серпневого путчу 1991 року саме Вощанов проводив пресконференції в стінах Білого дому. За його спогадами, в цей час в бомбосховищі «був накритий стіл, і Борис Миколайович з найближчим оточенням» розслаблялися «, чекаючи вирішення ситуації». У лютому 1992 року через наростальні особисті розбіжності з Єльциним подав у відставку.

## Відзнаки
1996 року за роботу в «Комсомольской правде» отримав премію Спілки журналістів Росії «Золоте перо Росії». У 1990-ті роки також входив до редколегії газети «Трибуна», публікувався в тижневику «Деловой вторник», очолював 1999 року «Радіо-1». 1995, 1998 і 1999 року невдало балотувався в депутати Держдуми. У 2000-і роки друкувався переважно в «Новой газете». 2006 року випустив політичний роман «Фантомний біль». Також невдало балотувався в депутати Московської міської думи.